# Daħlet Qorrot
Daħlet Qorrot ist eine kleine Bucht im Nordosten der maltesischen Insel Gozo.

## Lage und Größe
Der Strand der Bucht hat einen etwa 30 Meter breiten Sandstrand. An der breitesten Stelle misst die Bucht rund 150 Meter. Daħlet Qorrot befindet sich in der Nähe der Ortschaften Nadur und Qala. Die Bucht ist von Nadur aus zu erreichen.

## Bedeutung für den Tourismus
Touristisch gesehen, ist Daħlet Qorrot wohl die unwichtigste Bucht auf Gozo. Dies ist hauptsächlich auf die geringe Größe zurückzuführen. Die eigentliche Bucht ist erheblich größer, jedoch ist der Großteil nicht gefahrlos zu erreichen. Es gibt keinen öffentlichen Nahverkehr, der Daħlet Qorrot anfährt. Die Bucht ist relativ einfach mit dem Auto, Zweirad oder zu Fuß erreichbar. Neben den beiden größeren Buchten Ramla Bay und San Blas Bay ist Daħlet Qorrot die dritte Bucht mit Sandstrand im Nordosten der Insel. Der auf Gozo sehr populäre Tauchsport findet ebenfalls nur sehr vereinzelt statt. Die großen Tauchbasen führen hier überhaupt keine Tauchgänge durch. Dennoch ist die Lage Daħlet Qorrots eine der schönsten auf Goz.

## Umwelt
Anders als die beiden benachbarten Buchten Ramla Bay und San Blas Bay, fällt Daħlet Qorrot nicht unter das geplante Schutzprojekt Poseidon der Malta Environment and Planning Authority. Die Gegend um Daħlet Qorrot, einschließlich der Bucht, ist aber Teil des Projekts Natura 2000. Bei diesem Projekt geht es darum, national wie international, wichtige Ökosysteme zu bewahren. Dies soll aber zugleich unter einem sozio-ökonomischen Gesichtspunkt geschehen, bei dem die Landwirtschaft sowie touristische und maritime Aktivitäten eingebunden sind.

## Vegetation
Die Vegetation in der Bucht und den nahegelegenen Hängen ähnelt sehr der, der beiden nahe gelegenen Ramla Bay und San Blas Bay. Hauptsächlich sind Feigen (Ficus carica), Feigenkakteen (Opuntien) und Kapern (Capparis spinosa) anzutreffen. Ebenfalls häufig wachsen Tamarisken hier.

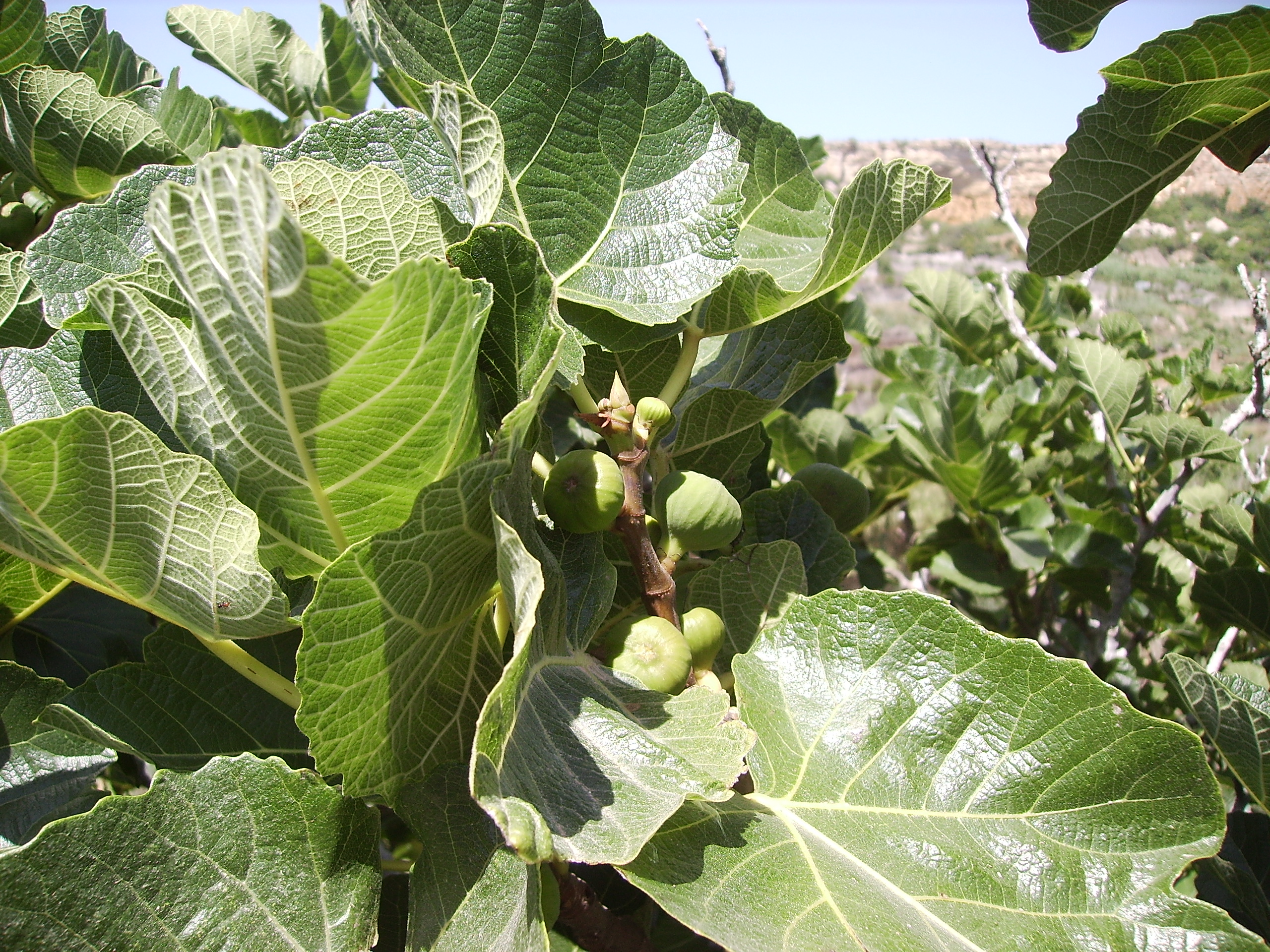
Feigen
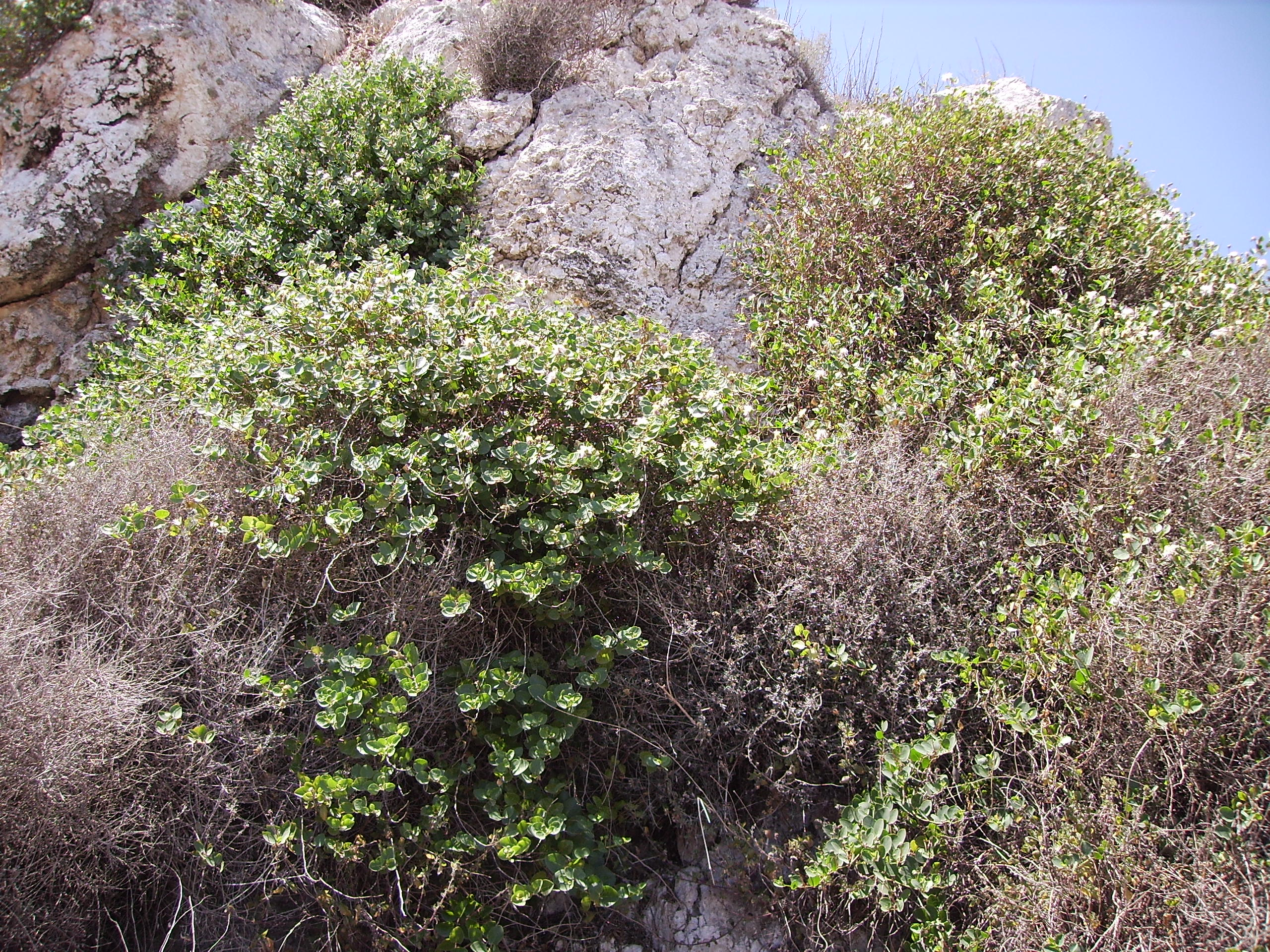
Kapernsträuche

## Marines Leben
Unter Wasser findet man ausgedehnte Seegraswiesen und Sandflächen. Es sind hier die typischen Lebensformen für dieses Habitat anzutreffen.
Dies sind Arten wie Kraken, Sepia, Plattfische und kleine Rochen.

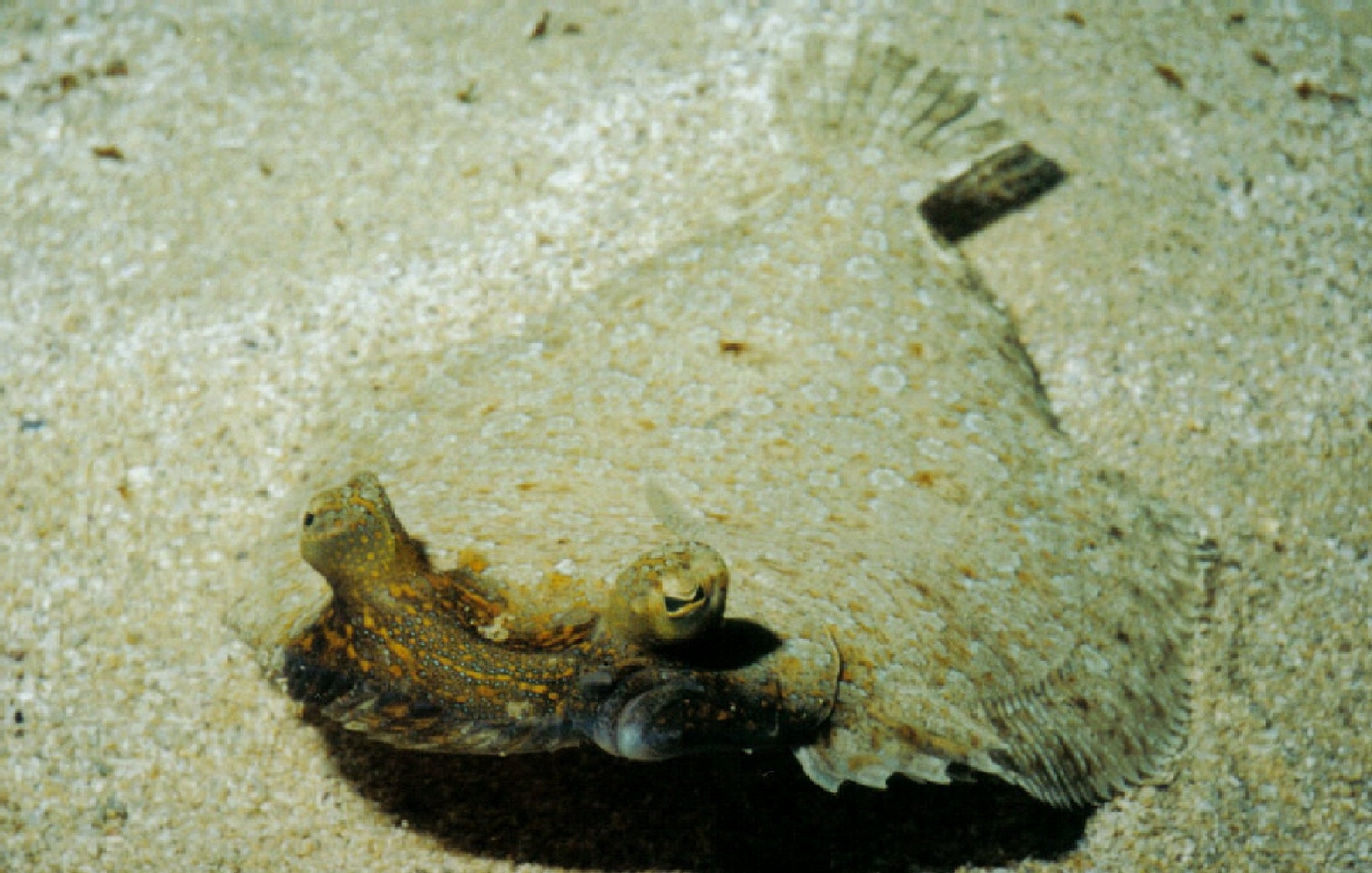
Weitäugiger Butt
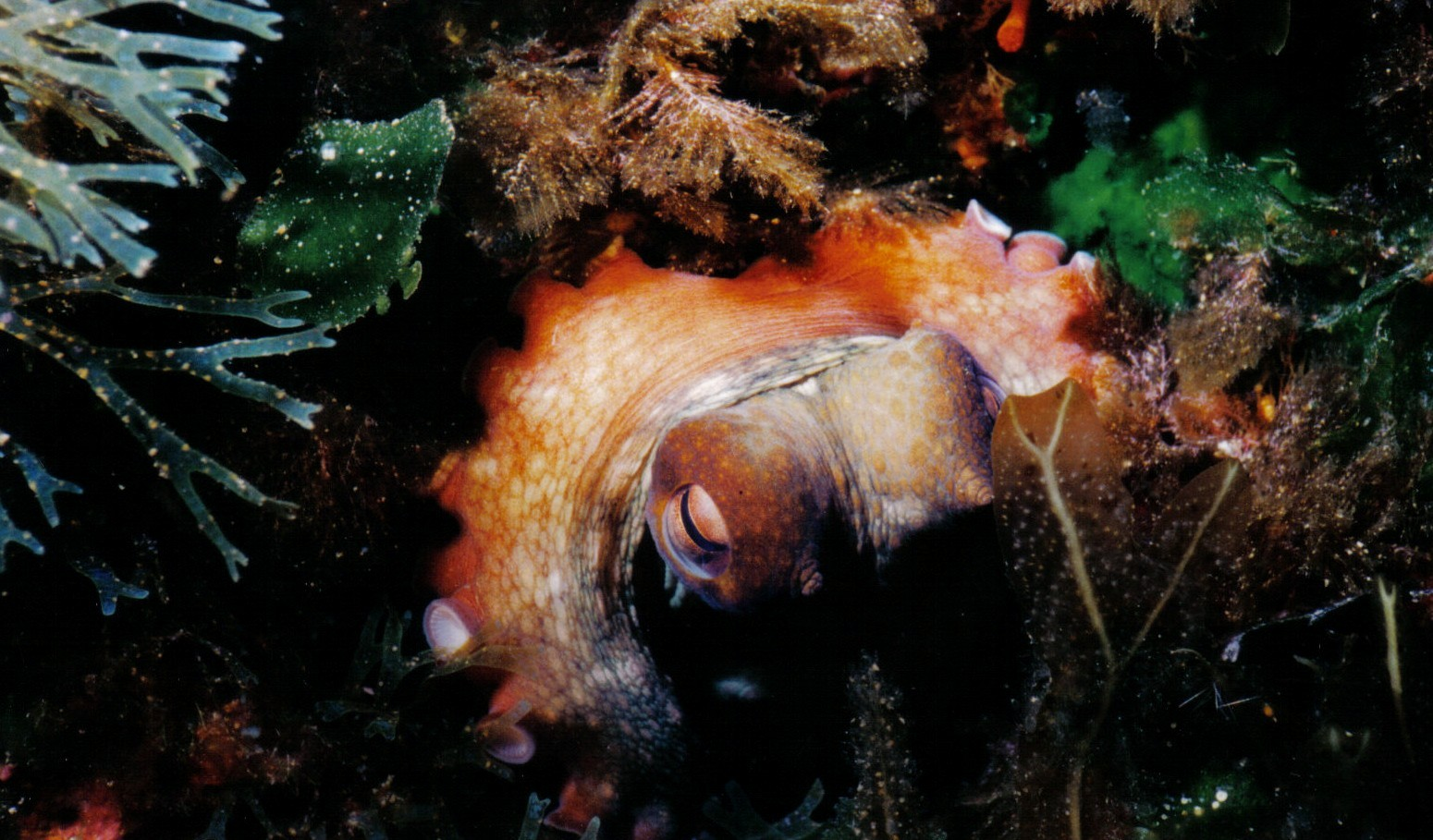
Octopus vulgaris hinter Algen versteckt
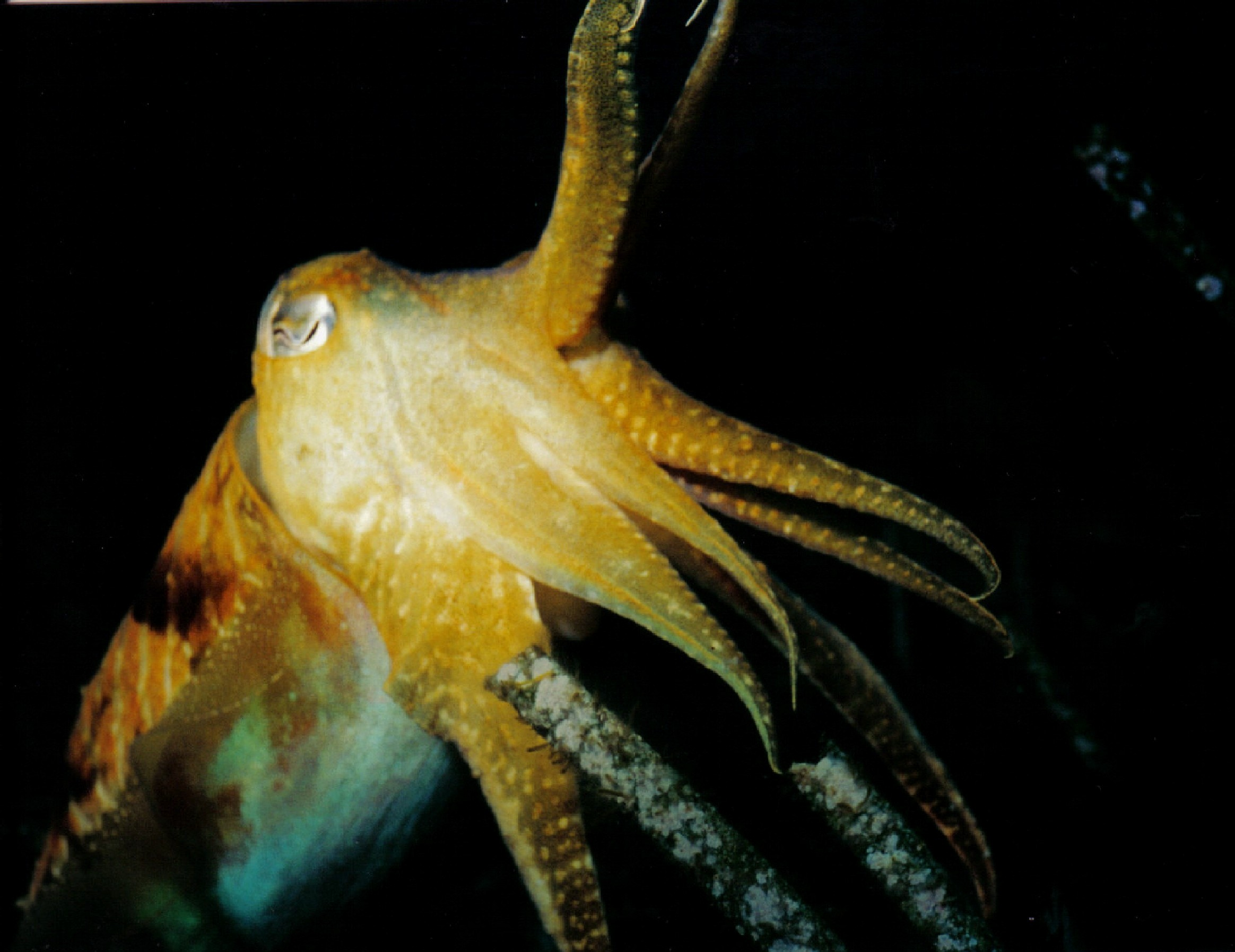
Sepia

## Nutzung
Daħlet Qorrot wird von einheimischen Fischern als Hafen benutzt. Bei Sturm werden die kleineren Boote in Hütten verlegt, die in den umliegenden Fels gehauen sind.

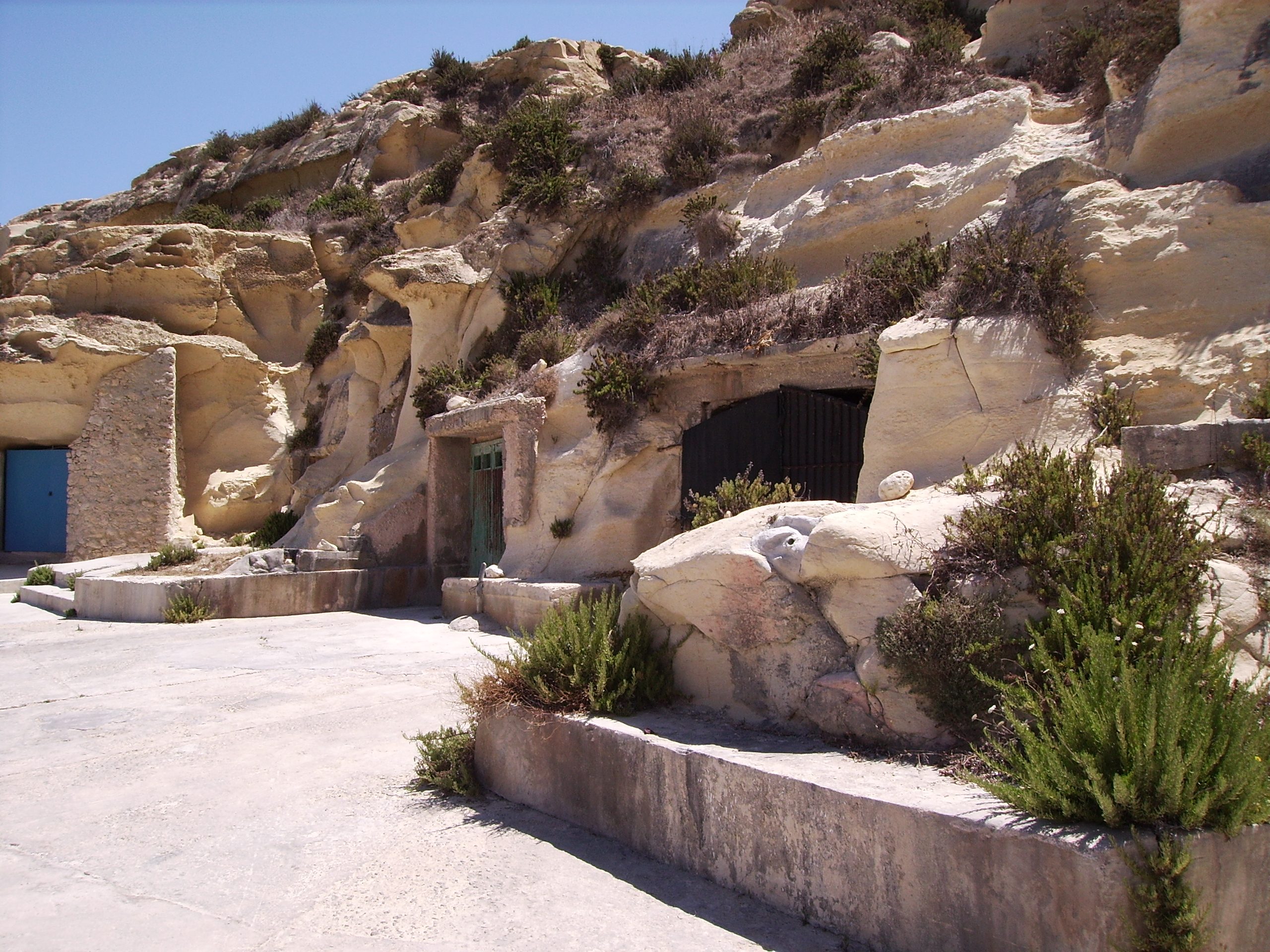
Fischerhütten
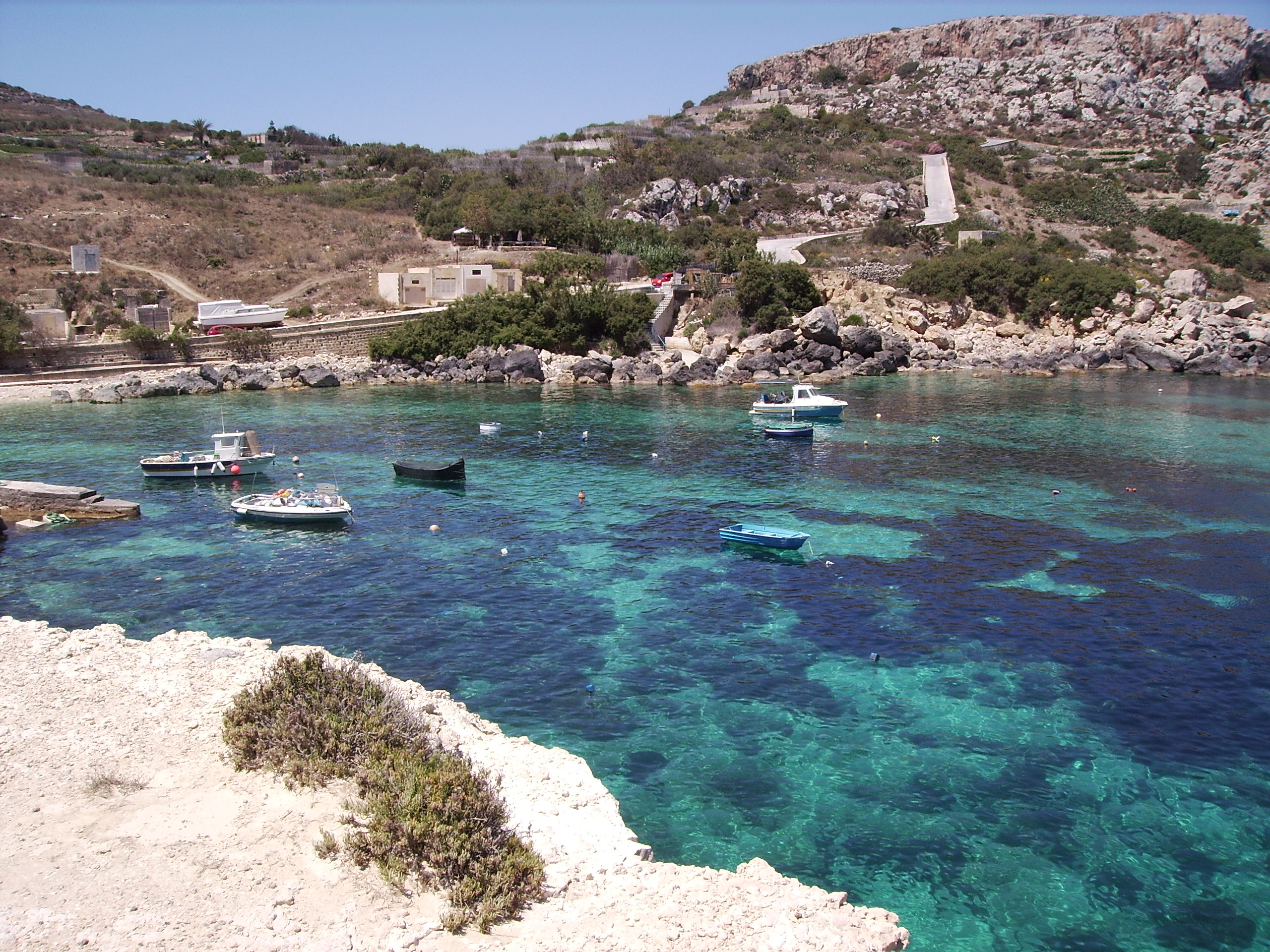
Fischerboote

## Umgebung
Auf dem Weg zur Bucht führt die Straße an terrassenförmig angelegten Gärten vorbei, in denen vornehmlich Zitrusfrüchte angebaut werden. Über eine kleine Treppe kann man auf der rechten Seite der Bucht drei kleine Grotten erwandern.

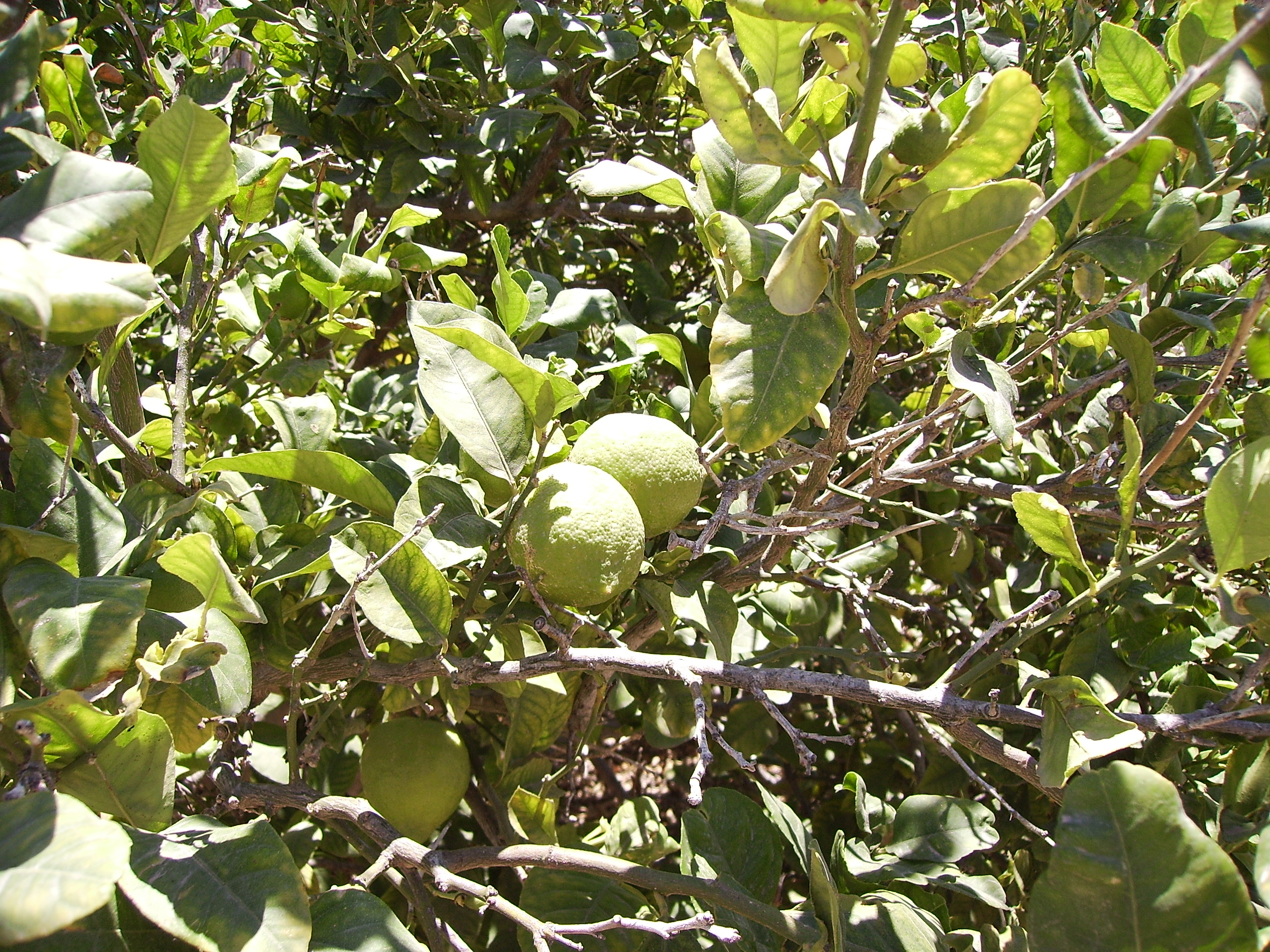
Zitronen